# Louis Meyer
Pour les articles homonymes, voir Meyer et Louis Meyer (homonymie).
Louis Meyer (1er juillet 1868 à Walscheid - 7 avril 1939 à Walscheid) est un homme politique lorrain. Il est député allemand au Landtag d'Alsace-Lorraine à partir de 1911, puis député français de 1919 à 1928.

## Biographie
Louis Meyer voit le jour à Walscheid, en Lorraine, le 1er juillet 1868, deux ans avant l'annexion de l'Alsace-Lorraine. Négociant en vins à Walscheid, commune annexée d'Alsace-Lorraine, Louis Meyer est d'abord élu conseiller municipal en 1892 mais n'ayant pas l'âge légal il fut annulé. En juillet 1893, il est réélu cette fois avec l'âge légal mais le préfet lui refuse la mairie. Il est ensuite élu conseiller général en 1908. Il restera membre du Bezirkstag de Lorraine, l'assemblée du district de Lorraine, jusqu'en 1918. En 1911, Meyer est élu au Landtag d'Alsace-Lorraine, siégeant dans la seconde chambre aux côtés des députés du Zentrum. 
Après le retour de la Moselle à la France, Louis Meyer se présente aux Élections législatives de 1919. Plébiscité par les électeurs de sa circonscription, avec plus de 64 % des suffrages exprimés, Louis Meyer siège à l'Assemblée nationale, dans le groupe de l'Entente républicaine démocratique, après avoir fait amende honorable, devant de ses collègues de l’Assemblée nationale. Louis Meyer est réélu en 1924, mais il siège cette fois avec les chrétiens-démocrates dont il rejoint le parti à sa création. En 1928, il se présente dans la circonscription de Sarrebourg mais il perd les élections devant Émile Peter, conseiller général de Sarrebourg.
Louis Meyer meurt dans sa commune natale le 7 avril 1939, un an avant la seconde annexion allemande.

## Mandats électifs
- 1911-1918 : Pfalzburg-Finstingen-Rixingen - Zentrum
- 16/11/1919 - 31/05/1924 : Moselle - Entente républicaine démocratique (62 008 voix sur 96 099 suffrages exprimés)
- 11/05/1924 - 31/05/1928 : Moselle - Démocrates (57 141 voix sur 113 434 suffrages exprimés)

## Sources
- « Louis Meyer », dans le Dictionnaire des parlementaires français (1889-1940), sous la direction de Jean Jolly, PUF, 1960 [détail de l’édition]
- Hermann Hiery: Reichstagswahlen im Reichsland: Ein Beitrag zur Landesgeschichte von Elsass-Lothringen und zur Wahlgeschichte des Deutschen Reiches 1871-191, Droste, Düsseldorf, 1986 (p. 405).
- Dir. Jean El Gammal, François Roth et Jean-Claude Delbreil, Dictionnaire des Parlementaires lorrains de la Troisième République, Metz, Serpenoise, 2006 (ISBN 2-87692-620-2, OCLC 85885906, lire en ligne), p. 299-300